# 22-й Конгресс США
Два́дцать второ́й Конгре́сс США — заседание Конгресса США, действовавшее в Вашингтоне с 4 марта 1831 года по 4 марта 1833 года в период третьего и четвёртого года президентства Эндрю Джексона. Обе палаты, состоящие из Сената и Палаты представителей, имели демократическое большинство. Распределение мест в Палате представителей было основано на четвёртой переписи населения Соединённых Штатов в 1820 году.

## Важные события
- 1832—1833 — Таможенный кризис 1832 года
- 10 июля 1832 года — Президент Джексон наложил вето на законопроект, предусматривающий повторное формирование Второго банка США
- 2 ноября 1832 года—5 декабря 1832 года — Президентские выборы 1832 года, Эндрю Джексон переизбирался на второй срок
- 28 декабря 1832 года — Джон Кэлхун подал в отставку с поста вице-президента

## Ключевые законы
- Тариф США 1832 года (1832)
- Тариф США 1833 года (1833)
- Закон США, предусматривающий взимание пошлин на импорт (1833)

## Членство

### Сенат
| Начало | 46 | 2 | 24 | 20 | 2 |
| Конец  | 47 | 1 | 24 | 22 | 1 |

### Палата представителей
| Период | Всего | Вакантно | Партии                 | Партии                              | Партии               | Партии                | Партии |
| Период | Всего | Вакантно | Демократическая партия | Национальная республиканская партия | Антимасонская партия | Партия нуллификаторов |        |
| ------ | ----- | -------- | ---------------------- | ----------------------------------- | -------------------- | --------------------- | ------ |
| Начало | 212   | 1        | 127                    | 65                                  | 16                   | 4                     |        |
| Конец  | 212   | 1        | 128                    | 63                                  | 17                   | 4                     |        |